# Gran Premio motociclistico di Spagna 1972
Il Gran Premio motociclistico di Spagna fu l'ultimo appuntamento del motomondiale 1972.
Si svolse sabato 23 settembre 1972 sul Circuito del Montjuïc, e corsero tutte le classi tranne i sidecar.
La prima gara in programma fu quella della 350 (ore 11.30): assenti Giacomo Agostini, Jarno Saarinen e Phil Read la lotta si restrinse a Renzo Pasolini, Teuvo Länsivuori e Bruno Kneubühler, e si risolse a favore del pilota elvetico, che ottenne la sua prima vittoria iridata davanti al "Paso" (ritirato Länsivuori per problemi meccanici).
Seguì la 125 (ore 13.35), vinta da Kent Andersson. Ángel Nieto, terzo al traguardo, si riconfermò campione del mondo della categoria.
Terza delle gare in programma fu quella della 250 (ore 14.50) vinta da Pasolini, che ottenne il titolo di vicecampione del mondo della quarto di litro.
La 500 (ore 16.15) vide la vittoria di Chas Mortimer.
Chiuse la giornata di gare la 50 (ore 17.50) vinta da Nieto.

## Classe 500

### Arrivati al traguardo
| Pos | Pilota               | Moto        | Tempo         | Punti |
| --- | -------------------- | ----------- | ------------- | ----- |
| 1   | Chas Mortimer        | Yamaha      | 1h 06' 47" 24 | 15    |
| 2   | Dave Simmonds        | Kawasaki    | +6" 36        | 12    |
| 3   | Jack Findlay         | JADA-Suzuki | +51" 46       | 10    |
| 4   | Bruno Kneubühler     | Yamaha      | +1' 30" 57    | 8     |
| 5   | Sven-Olof Gunnarsson | Kawasaki    | +1' 48" 03    | 6     |
| 6   | Billie Nelson        | Yamaha      | +1' 48" 94    | 5     |
| 7   | Piet van der Wal     | Kawasaki    | +2 giri       | 4     |
| 8   | Getulio Marcaccini   | Aermacchi   | +2 giri       | 3     |
| 9   | Kurt-Ivan Carlsson   | Yamaha      | +2 giri       | 2     |
| 10  | Maurice Hawthorne    | Kawasaki    | +3 giri       | 1     |
| 11  | Ted Janssen          | Suzuki      | +4 giri       |       |

### Ritirati
| Pilota             | Moto      | Motivo ritiro |
| ------------------ | --------- | ------------- |
| Giuseppe Mandolini | Aermacchi |               |
| Gyula Marsovszky   | LinTo     |               |
| Alex George        | Kawasaki  |               |
| Derek Lee          | Suzuki    |               |
| Roberto Gallina    | Paton     |               |
| Horst Dzierzawa    | Yamaha    |               |
| Lewis Young        | Honda     |               |
| Bosse Granath      | Husqvarna |               |
| André Pogolotti    | Suzuki    |               |

## Classe 350

### Arrivati al traguardo
| Pos | Pilota               | Moto          | Tempo         | Punti |
| --- | -------------------- | ------------- | ------------- | ----- |
| 1   | Bruno Kneubühler     | Yamaha        | 1h 16' 07" 44 | 15    |
| 2   | Renzo Pasolini       | Aermacchi     | +42" 35       | 12    |
| 3   | János Drapál         | Yamaha        | +1' 50" 01    | 10    |
| 4   | Eduardo Celso-Santos | Yamaha        | +1 giro       | 8     |
| 5   | Kurt-Ivan Carlsson   | Yamaha        | +1 giro       | 6     |
| 6   | Billie Nelson        | Yamaha        | +1 giro       | 5     |
| 7   | Werner Pfirter       | Yamaha        | +2 giri       | 4     |
| 8   | László Szabó         | Yamaha        | +3 giri       | 3     |
| 9   | Walter Sommer        | Mitsui Yamaha | +3 giri       | 2     |
| 10  | Horst Dzierzawa      | Yamaha        | +7 giri       | 1     |
| 11  | Maurice Hawthorne    | Yamaha        | +7 giri       |       |

## Classe 250

### Arrivati al traguardo
| Pos | Pilota             | Moto          | Tempo         | Punti |
| --- | ------------------ | ------------- | ------------- | ----- |
| 1   | Renzo Pasolini     | Aermacchi     | 1h 01' 57" 12 | 15    |
| 2   | Teuvo Länsivuori   | Yamaha        | +25" 77       | 12    |
| 3   | Barry Sheene       | Yamaha        | +32" 38       | 10    |
| 4   | Chas Mortimer      | Yamaha        | +1' 33" 56    | 8     |
| 5   | Werner Pfirter     | Yamaha        | +1 giro       | 6     |
| 6   | Walter Sommer      | Mitsui Yamaha | +1 giro       | 5     |
| 7   | Víctor Palomo      | Yamaha        | +1 giro       | 4     |
| 8   | Börje Jansson      | Yamaha        | +1 giro       | 3     |
| 9   | Oronzo Memola      | Yamaha        | +1 giro       | 2     |
| 10  | Olivier Chevallier | Yamaha        | +1 giro       | 1     |
| 11  | Tapio Virtanen     | Yamaha        | +1 giro       |       |
| 12  | Ingemar Larsson    | Yamaha        | +1 giro       |       |
| 13  | Fosco Giansanti    | Yamaha        | +2 giri       |       |
| 14  | Giovanni Proni     | Yamaha        | +2 giri       |       |
| 15  | Bjorn Carlsson     | Maico         | +2 giri       |       |
| 16  | Javier Bover       | Montesa       | +4 giri       |       |

## Classe 125

### Arrivati al traguardo
| Pos | Pilota             | Moto        | Tempo      | Punti |
| --- | ------------------ | ----------- | ---------- | ----- |
| 1   | Kent Andersson     | Yamaha      | 52' 11" 80 | 15    |
| 2   | Chas Mortimer      | Yamaha      | +47" 64    | 12    |
| 3   | Ángel Nieto        | Derbi       | +1' 17" 33 | 10    |
| 4   | Dave Simmonds      | Kawasaki    | +1' 21" 92 | 8     |
| 5   | Börje Jansson      | Maico       | +3' 31" 6  | 6     |
| 6   | Benjamín Grau      | Derbi       | +1 giro    | 5     |
| 7   | Cees van Dongen    | Yamaha      | +1 giro    | 4     |
| 8   | Jos Schurgers      | Bridgestone | +1 giro    | 3     |
| 9   | Matti Salonen      | Yamaha      | +2 giri    | 2     |
| 10  | Leif Rosell        | Maico       | +2 giri    | 1     |
| 11  | Bill Rae           | Maico       | +2 giri    |       |
| 12  | Bjorn Carlsson     | Maico       | +3 giri    |       |
| 13  | Gastón Biscia      | Bultaco     | +3 giri    |       |
| 14  | Benjamin Laurent   | Yamaha      | +4 giri    |       |
| 15  | Günter Schirnhofer | Maico       | +4 giri    |       |

## Classe 50

### Arrivati al traguardo
| Pos | Pilota             | Moto     | Tempo      | Punti |
| --- | ------------------ | -------- | ---------- | ----- |
| 1   | Ángel Nieto        | Derbi    | 33' 09" 47 | 15    |
| 2   | Jan de Vries       | Kreidler | +14" 54    | 12    |
| 3   | Kent Andersson     | Kreidler | +39" 23    | 10    |
| 4   | Benjamín Grau      | Derbi    | +1' 24" 54 | 8     |
| 5   | Jan Bruins         | Kreidler | +1' 32" 73 | 6     |
| 6   | Theo Timmer        | Jamathi  | +1 giro    | 5     |
| 7   | Otello Buscherini  | Malanca  | +1 giro    | 4     |
| 8   | Leif Rosell        | Jamathi  | +1 giro    | 3     |
| 9   | Cees van Dongen    | Roton    | +1 giro    | 2     |
| 10  | Aldo Pero          | Villa    | +1 giro    | 1     |
| 11  | Joaquín Galí       | Derbi    | +2 giri    |       |
| 12  | Günter Schirnhofer | Maico    | +2 giri    |       |
| 13  | Luigi Rinaudo      | Tomos    | +2 giri    |       |

## Fonti e bibliografia
- El Mundo Deportivo, 23 settembre 1972, pagg. 20-21 e  24 settembre 1972, pag. 20.
- Risultati della 500 su autosport.com, su autosport.com.